# Kemijska reakcija
Kemijska reakcija je proces međusobnog djelovanja tvari uz utjecaj fizikalnih uvjeta (toplina, električna struja, elektromagnetsko zračenje), kojim se bitno mijenjaju i gube jedna svojstva, a pritom nastaju nove tvari s potpuno drugačijim svojstvima.
Tvari koje se tijekom reakcije troše (količina im se smanjuje) zovu se reaktanti, a one kojima se količina povećava, tj. koje reakcijom nastaju, zovu se produkti reakcije.
Kemijska reakcija simbolički se prikazuje kemijskom jednadžbom, u kojoj su reaktanti navedeni formulama na lijevoj, a produkti formulama na desnoj strani jednadžbe:
{\displaystyle \mathrm {2H_{2}+O_{2}\rightarrow 2H_{2}O} }
Potpunije se reakcija prikazuje dodavanjem slova za označivanje agregatnih stanja, tekuće (l – liquidum), kruto (s – solidum), plinovito (g – gas), otopljeno (aq – aqua):
{\displaystyle \mathrm {C(s)+O_{2}(g)\rightarrow CO_{2}(g)} }
Jednadžbi se mogu dodati podaci o promjenama termodinamičkih veličina:
{\displaystyle \mathrm {2Mg(s)+O_{2}(g)\rightarrow 2MgO(s)\qquad \Delta } H^{0}=-601,85\ \mathrm {kJ\ mol^{-1}} }

## Vrste kemijskih reakcija
Prema tomu nastaju li kemijskom reakcijom složenije ili jednostavnije tvari, razlikuju se reakcije sinteze i analize. Ciljano rastavljanje složenih spojeva na jednostavnije radi identificiranja strukture zove se razgradnja.
Ako su svi reaktanti i produkti u istom agregacijskom stanju, reakcija je homogena, a ako nisu reakcija je heterogena.
Taložnom reakcijom u otopini nastaje talog.
Prema reaktantima, odn. produktima, reakcije se nazivaju specifičnim nazivima: 
- hidrogenacija (reaktant je vodik), halogeniranje (reaktant je halogeni element), ozoniranje (reaktant je ozon), kompleksiranje (nastanak kompleksnog spoja), hidratacija (reaktant je voda), dimerizacija (povezivanje po dvije molekule), polimerizacija (povezivanje velikog broja molekula).

Esterifikacijom nastaju esteri, a saponifikacijom se razlažu,
neutralizacija je reakcija kiseline i baze do neutralnosti otopine.
Prema mehanizmu reakcije se dijele na supstitucije, adicije i eliminacije.
Ako reaktanti i produkti u reakciji razmjenjuju elektrone i mijenja im se oksidacijski stupanj na oksidacije i redukcije ili zajedničkim nazivom redoks-reakcije.
Ako u mehanizmu reakcije sudjeluju ioni, reakcija je ionska, ako sudjeluju radikali, zove se radikalska.
S energijskoga stajališta reakcija koja teče sama od sebe spontana je, a ako joj treba vanjska pobuda, ona je inducirana. Reakcija se može inducirati dovođenjem topline (termokemijska reakcija), apsorpcijom vidljivog ili ultraljubičastog zračenja (fotokemijska reakcija) ili prolazom električne struje (elektrokemijska reakcija). Kemiluminiscencija je pojava emisije svjetlosti koju emitiraju pobuđene vrste nastale kemijskom reakcijom.
Ako se reakcijom oslobađa toplina, ona je egzotermna, ako se toplina veže reakcija je endotermna. Slično se prema reakcijskoj Gibbsovoj energiji dijeli na egzergonu i endergonu.
Za razliku od ireverzibilne ili nepovratne reakcije, reverzibilna je ili povratna reakcija ona u kojoj produkti nastaju, ali i uzajamno reagiraju, dajući ponovno reaktante, pa se istodobnim odvijanjem tih dviju reakcija uspostavlja dinamička ravnoteža.
Katalizirana je reakcija ona koja je ubrzana dodatkom nekih tvari koje sudjeluju u reakciji, a pritom se ne troše. Obratno, inhibirana je ona reakcija, koja se pritom usporava.
Za reakciju koja uključuje samo jednu vrstu tvari u složenijim smjesama kaže se da je selektivna.